# Azar Karadaş
Azar Karadaş (* 9. August 1981 in Nordfjordeid, Eid) ist ein norwegischer ehemaliger Fußballspieler, der auch die türkische Staatsbürgerschaft besitzt.

## Karriere
Der Stürmer begann 1999 seine Karriere bei Brann Bergen in der ersten norwegischen Liga. Nach gut zwei Jahren wechselte er am 13. März 2001 zum Ligarivalen Rosenborg Trondheim. Aufgrund dieses Wechsels erhielt er von den Fans sogar einige Todesdrohungen.
Durch seine Leistungen bei Rosenborg, unter anderem 2 Tore gegen Inter Mailand im UEFA-Pokal, wurden sehr schnell diverse Klubs aus Europa auf den talentierten Stürmer aufmerksam. So erhielt er Angebote von FC Liverpool und Udinese Calcio. 
Den Ausschlag für einen Wechsel ins Ausland gab jedoch Giovanni Trapattoni, der Karadaş in der Saison 2004/2005 zu Benfica Lissabon holte.
In Portugal gewann er mit Lissabon den ersten Meistertitel des Vereins nach 11 Jahren. Doch nach einem Jahr wurde man unzufrieden mit ihm, und Karadaş wechselte auf Leihbasis zum FC Portsmouth in die englische Premier League. Nach seiner Rückkehr nach Lissabon bahnte sich ein Wechsel zurück nach Norwegen an. Der Transfer scheiterte jedoch an der geringen Finanzkraft von Brann Bergen.
So wurde Karadaş für ein weiteres Jahr ausgeliehen. Er spielte in der Saison 2006/2007 beim 1. FC Kaiserslautern in der 2. Bundesliga.
Zwischen Ende August 2007 bis September 2009 spielte Karadaş wieder bei seinem Heimatverein Brann Bergen. Die Ablösesumme, die der Klub an seinen alten Verein Benfica Lissabon zahlen musste, wird auf 3,5 Millionen norwegische Kronen beziffert. 2009 bis 2012 spielte er für Kasımpaşa Istanbul in der Süper Lig, kehrte dann in seine norwegische Heimat zurück und unterschrieb beim Erstligisten Sogndal Fotball. 2014 war er zurück in Bergen, wo er bis zu seinem Karriereende 2019 am Ball war.

## Erfolge
- Norwegischer Meister: 2002, 2003
- Norwegischer Pokal: 2003
- Portugiesischer Meister: 2005